# Alloclubionoides amurensis
Alloclubionoides amurensis là một loài nhện trong họ Amaurobiidae.
Loài này thuộc chi Alloclubionoides. Alloclubionoides amurensis được miêu tả năm 1999 bởi Ovtchinnikov.